# 三谿郡
三谿郡（日语：／ Mitani gun */?）是過去屬於備後國的郡。已於1898年10月1日與三次郡合併為雙三郡。過去的轄區現已全數被併入三次市。

## 歷史

### 年表
- 1889年4月1日：實施町村制，三谿郡下轄：神杉村、川西村、吉舎村、田幸村、萩原村、三良坂村、八幡村、和田村。（8村）
- 1891年6月10日：川西村糸井地區被併入田幸村。
- 1898年10月1日：三谿郡和三次郡合併為雙三郡。